# Dirt 4
Dirt 4 (stilizzato come DiRT 4) è un videogioco di guida basato sul Rally sviluppato da Codemasters. È il dodicesimo gioco della serie Colin McRae Rally e il sesto ad avere il nome di Dirt. Il gioco è stato pubblicato per Microsoft Windows, PlayStation 4 e Xbox One nel giugno 2017. A marzo 2019 viene resa disponibile la conversione per macOS e Linux ad opera di Feral Interactive.

## Modalità di gioco
Dirt 4 è un gioco di guida basato sul rally. I giocatori competono in prove a tempo su asfalto e sterrato in diverse condizioni climatiche. Sono presenti 5 Rally: Fitzroy in Australia, Tarragona in Spagna, Michigan negli Stati Uniti d'America, Värmland in Svezia e Powys nel Regno Unito. Le auto sono caratterizzate da una grande varietà di classi e periodi come, il Gruppo B degli anni 80, il Gruppo A degli anni 90, il Gruppo N degli anni 2000 e il Gruppo R con auto degli anni 2010. Il gioco non presenta auto della WRC o alcun elemento che lo associ alla World Rally Championship. Dirt 4 introduce una nuova funzionalità chiamata "Il tuo Stage" che genera prove di rally basate su impostazioni e parametri del giocatore.
Il gioco presenta la modalità rallycross e utilizza la licenza FIA World Rallycross Championship. Sono presenti cinque circuiti del Rallycross: Lydden Hill Race Circuit in Gran Bretagna, Höljesbanan in Svezia, Lånkebanen in Norvegia, il Circuit de Lohéac in Francia e la Pista Automóvel de Montalegre in Portogallo. Lohéac and Montalegre sono due nuovi circuiti nuovi alla serie. Sono presenti le Supercars di Rallycross e le RX Lites. Il gioco presenta il Multigiocatore e le classifiche delle varie piattaforme. La modalità Landrush ritorna con gli Stadium truck e le Buggy da corsa, con circuiti in California, Nevada e Messico. Come il suo predecessore Dirt Rally, Dirt 4 include la funzione Steam Workshop per la versione PC. Dirt 4 vede anche il ritorno della popolare modalità di Dirt 3 chiamata "Joyride" che presenta minigiochi per il multiplayer.
Dirt 4 si basa sulla gestione del team introdotto da Dirt Rally e Grid Autosport, con cui il giocatore assume personale per riparare l'auto, vedere tutte le operazioni giorno per giorno e migliorare il profilo del team per avere nuovi sponsor. I giocatori possono inoltre comprare e vendere auto.

## Auto presenti

### Rally

#### H1 FWD
- Mini Cooper S
- Lancia Fulvia HF

#### H2 FWD
- Peugeot 205 GTI

#### H2 RWD
- Ford Escort Mk II
- Renault Alpine A110 1600 S
- Fiat 131 Abarth
- Opel Kadett C GT/E

#### H3 RWD
- BMW E30 M3 Evo Rally
- Opel Ascona 400
- Lancia Stratos
- Renault 5 Turbo
- Ford Sierra Cosworth RS500

#### Gruppo B RWD
- Lancia Rally 037 Evo 2
- Opel Manta 400

#### Gruppo B 4WD
- Audi Sport quattro S1 E2
- Peugeot 205 T16 Evo 2
- Lancia Delta S4
- Ford RS200
- MG Metro 6R4

#### R2
- Ford Fiesta R2
- Opel Adam R2

#### F2 Kit Car
- Peugeot 306 Maxi
- SEAT Ibiza Kit Car

#### Gruppo A
- Mitsubishi Lancer Evolution VI
- Subaru Impreza Rally 1995
- Lancia Delta HF Integrale
- Ford Escort RS Cosworth

#### NR4/R4
- Subaru WRX STI NR4
- Mitsubishi Lancer Evolution X

#### Anni 2000
- Ford Focus RS Rally 2001
- Subaru Impreza Rally 2001
- Ford Focus RS Rally 2007

#### R5
- Ford Fiesta R5
- Peugeot 208 R5 T16
- Mitsubishi Space Star R5
- Hyundai i20 R5

### Landrush

#### Stadium Buggy
- Larock 2XR Buggy

#### Stadium Truck RWD
- Jackson Pro-Truck 2

#### Stadium Truck 4WD
- Jackson Pro-Truck 4

#### Crosskart
- Speedcar Xtrem

### Rallycross

#### RX Super 1600S
- Volkswagen Polo S1600
- Renault Clio R.S. S1600
- Opel Corsa S1600

#### RX2
- Ford Fiesta OMSE SuperCar Lites

#### RX Supercars
- Ford Focus RS RX
- Peugeot 208 WRX
- DS3
- Volkswagen Polo Rallycross
- Ford Fiesta Rallycross
- SEAT Ibiza RX
- Mini Countryman Rallycross

#### Gruppo B (Rallycross)
- Lancia Delta S4 Rallycross
- Ford RS200 Evolution
- Peugeot 205 Turbo 16 Rallycross
- MG Metro 6R4 Rallycross

#### Crosskart (Rallycross)
- Speedcar Xtrem Rallycross

## Sviluppo e pubblicazione
Dirt 4 è stato sviluppato dalla software house inglese Codemasters. Codemasters ha consultato piloti di rally come Kris Meeke e Petter Solberg per sviluppare la fisica e il modello di guida. Il gioco presenta come copilota professionisti come co-drivers Nicky Grist e Jen Horsey.
Il gioco è stato annunciato nel gennaio del 2017. È stato pubblicato per Microsoft Windows, PlayStation 4, e Xbox One il 6 giugno 2017 in Nord America e il 9 giugno 2017 in Europa.